# フェニックス・ニュー・タイムズ
『フェニックス・ニュー・タイムズ』（Phoenix New Times）は、アリゾナ州フェニックスを拠点とするメディア企業。この会社は、2013年1月からボイス・メディア・グループによって所有されている。